# Delia Derbyshire
Delia Ann Derbyshire (5. května 1937 Coventry – 3. července 2001 Northampton) byla britská hudební skladatelka elektronické hudby. V 60. letech pracovala pro britskou veřejnoprávní stanici BBC, kde se podílela mimo jiné na přípravě úvodní znělky k seriálu Doctor Who. K jejímu odkazu se hlásí hudebníci jako Aphex Twin nebo the Chemical Brothers.

## Život a dílo
Delia Derbyshire se narodila v roce 1937 v Coventry, kde jako dítě zažila letecké nálety za druhé světové války a zvuky, které při tom slyšela, později formovaly její vlastní styl. Vystudovala matematiku a hudbu v Cambridge.
Když se v roce 1960 ucházela o práci v nahrávací společnosti Decca, řekli jí, že ženy nezaměstnávají a tak nastoupila do BBC jako asistentka vedoucího studia. V letech 1962–1973 pracovala v BBC Radiophonic Workshop, kde se podílela na přípravě zvukových efektů pro rozhlasové a televizní vysílání. Veškerá její práce z této doby je označena právě názvem celého studia a ne jejím vlastním jménem, což bylo v slouladu s tehdejší politikou. Nejznámějším dílem z této doby je úvodní znělka k seriálu Doctor Who (česky Pán času), což byla první čistě elektronická skladba užitá v televizi (při její tvorbě nebylo použito tradičních hudebních nástrojů).
V této době nebyly k dispozici moderní počítače ani syntezátory, takže veškeré nahrávky vznikaly poměrně složitě – nejdříve se na magnetické pásky nahrály různé zvuky, se kterými se dále manipulovalo (zrychlení, zpomalení, vytvoření smyčky pro opakování apod.) a vše se následně znovu a znovu nahrávalo v upravené podobě, dokud se nedocílilo požadovaného znění. Toto byl velmi komplikovaný a zdlouhavý postup, takže jakmile se objevily první syntezátory, upustilo se od něj.
Po odchodu z BBC pracovala jako radistka, v galerii nebo knihkupectví, ke skládání hudby se dostala jen příležitostně. Také řešila problémy s alkoholem. Těsně před svou smrtí v roce 2001 se opět začala věnovat hudbě, protože technologie se natolik zlepšila, že zase mohla tvořit podle svých představ.
Od roku 2013 se vždy 23. listopadu koná Delia Derbyshire Day, který připomíná její přínos britské elektronické hudbě. Stejně pojmenovaná organizace se také stará o archiv v Manchesteru.